# Пивка
Пивка (словен. Pivka) — поселення в общині Пивка, Регіон Нотрансько-Крашка, Словенія. Висота над рівнем моря: 554 м.